# 一宮市立北方小学校
一宮市立北方小学校（いちのみやしりつ きたがたしょうがっこう）は、愛知県一宮市にある公立小学校。
一宮市立北方中学校に隣接しており、交流も盛んである。

## 沿革
- 1872年（明治5年） - 琢磨学校として開校。かつての北方代官所に隣接した地に設置される
- 1876年（明治9年） - 北方学校に改称
- 1887年（明治20年） - 明治天皇の京都御行幸のさい、東海道本線の木曽川駅～加納駅が未開通のため、木曽川を渡るさい、北方学校の敷地付近に仮設された宿泊所で宿泊する。
- 1890年（明治23年） - 北方村立北方尋常小学校と改称
- 1909年（明治42年） - 北方村立北方尋常高等小学校と改称
- 1941年（昭和16年） - 現在地に移転。北方村立北方国民学校と改称
- 1947年（昭和22年） - 葉栗郡北方村立北方小学校と改称
- 1955年（昭和30年） - 葉栗郡北方村は一宮市に編入される。これに伴い、一宮市立北方小学校に改称
- 1973年（昭和48年） - 北校舎新館完成
- 1980年（昭和55年） - 南校舎新館完成
- 1982年（昭和57年） - 北校舎増改築完成

## 通学区域
- 北方町[1]。

## 進学先中学校
- 一宮市立北方中学校

## 著名な出身者
- 速水将大（プロ野球選手）